# Ronald H. Spector
Pour les articles homonymes, voir Spector.
Ronald H. Spector, né en 1943, est un historien militaire américain qui contribue à des revues savantes et enseigne aussi l'histoire.

## Biographie
Il s'engage dans le corps des Marines des États-Unis et sert durant la guerre du Viêt Nam où il atteint le rang de major en 1984. Il est historien au centre de l'armée américaine d'histoire militaire et enseigne à l'Université d'Alabama. Il est chargé de préparer une étude de l'invasion de la Grenade.

## Formation
Diplômé de l'Université Johns-Hopkins il obtient plus tard un Ph.D de l'Université Yale.

## Carrière académique
Spector est un boursier Fulbright senior en Inde de 1977 à 1978, il enseigné à l'École nationale de guerre et au United States Army War College. Il est actuellement membre de la faculté de l'Université George Washington à Washington, DC.

## Publications
- In the Ruins of Empire: The Japanese Surrender and the Battle for Postwar Asia.  New York: Random House, 2007.
- At War at Sea: Sailors and Naval Warfare in the Twentieth Century.  New York: Viking Press, 2001.
- Admiral of the New Empire: The Life and Career of George Dewey.
- Professors of War: The Naval College and the Development of the Naval Profession
- Advice and Support: The Early Years, 1941-1960 - The U.S. Army in Vietnam, Volume 1
- The Oxford Companion to American Military History.  New York: Oxford University Press: 1999. Co-edited with Fred Anderson, John W. Chambers, Lynn Eden et Joseph Glathaar.
- Eagle Against the Sun: The American War with Japan.  New York: Free Press and Macmillan, 1984. 
  - traduction française La guerre du Pacifique 1941-1945, Albin Michel, 1987, traduction par Franck Straschitz
- After Tet: The Bloodiest Year in Vietnam. New York: Free Press, 1993.

## Prix
Spector se voit décerner le prix Samuel Eliot Morison, pour l'étendue de ses contributions dans le domaine de l'histoire militaire. Son ouvrage Eagle Against the Sun: The American War with Japan remporte l'édition 1986 du prix Theodore et Franklin D. Roosevelt d'histoire navale (en).